# Stazione di Gaggiano
Stazione di Gaggiano vasútállomás Olaszországban, Lombardia régióban, Gaggiano településen.

## Vasútvonalak
Az állomást az alábbi vasútvonalak érintik:
- Mortara–Milánó-vasútvonal

## Kapcsolódó állomások
A vasútállomáshoz az alábbi állomások vannak a legközelebb:
- Stazione di Albairate-Vermezzo
- Stazione di Trezzano sul Naviglio